# Atletismo nos Jogos Mundiais Militares de 2011 - 100 m feminino
A competição dos 100 metros rasos feminino nos Jogos Mundiais Militares de 2011 aconteceu no dia 22 no Estádio Olímpico João Havelange.

## Medalhistas[1]
| Ouro   | UKR Mariya Ryemyen |
| Prata  | BRA Ana Silva      |
| Bronze | UKR Olesya Povkh   |

## Semifinais[2]

### Semifinal 1
| Pos. | Atleta                | País      | Tempo | Notas |
| ---- | --------------------- | --------- | ----- | ----- |
| 1    | Ana Silva             | Brasil    | 11.28 | Q, CR |
| 2    | Marika Popowicz       | Polónia   | 11.63 | Q     |
| 3    | Prisciliana Chourio   | Venezuela | 12.01 |       |
| 4    | Jessica Paoletta      | Itália    | 12.02 |       |
| 5    | Achala Dais           | Venezuela | 12.07 |       |
| 6    | Martina Valoyes Serna | Colômbia  | 12.36 |       |

### Semifinal 2
| Pos. | Atleta                      | País                 | Tempo | Notas |
| ---- | --------------------------- | -------------------- | ----- | ----- |
| 1    | Olesya Povkh                | Ucrânia              | 11.50 | Q     |
| 2    | Franciela Krasucki          | Brasil               | 11.58 | Q     |
| 3    | Yulyia Balykina             | Bielorrússia         | 11.71 | q     |
| 4    | Fanni Chalas                | República Dominicana | 11.89 |       |
| 5    | Anika Leipold               | Alemanha             | 12.29 |       |
| 6    | Lina Paula Caicedo Gonzalez | Colômbia             | 12.98 |       |

### Semifinal 3
| Pos. | Atleta           | País                 | Tempo | Notas |
| ---- | ---------------- | -------------------- | ----- | ----- |
| 1    | Mariya Ryemyen   | Ucrânia              | 11.37 | Q     |
| 2    | Daria Korczynska | Polónia              | 11.56 | Q     |
| 3    | Johana Danòis    | França               | 11.71 | q     |
| 4    | Ilenia Draisci   | Itália               | 11.76 |       |
| 5    | Marlenis Veras   | República Dominicana | 11.92 |       |
| 6    | Letzabet Hidalgo | Venezuela            | 12.04 |       |
| 7    | Latisha Moulds   | Estados Unidos       | 12.36 |       |

## Final[1]
| Pos.              | Atleta             | País         | Tempo | Notas |
| ----------------- | ------------------ | ------------ | ----- | ----- |
| Medalha de ouro   | Maryia Ryemyen     | Ucrânia      | 11.34 |       |
| Medalha de prata  | Ana Silva          | Brasil       | 11.37 |       |
| Medalha de bronze | Olesya Povkh       | Ucrânia      | 11.49 |       |
| 4                 | Daria Koczynska    | Polónia      | 11.60 |       |
| 5                 | Yuria Balykina     | Bielorrússia | 11.70 |       |
| 6                 | Franciela Krasucki | Brasil       | 11.74 |       |
| 7                 | Marika Popowicz    | Polónia      | 11.78 |       |
| 8                 | Johana Dahòis      | França       | 11.88 |       |